# Gran Premio di superbike di Imola 2019
Il Gran Premio di superbike di Imola 2019 è stato la quinta prova su tredici del campionato mondiale Superbike 2019, disputato l'11 ed il 12 maggio sull'Autodromo Enzo e Dino Ferrari, in gara 1 ha visto la vittoria di Jonathan Rea davanti a Álvaro Bautista e Toprak Razgatlıoğlu, la gara Superpole è stata vinta da Jonathan Rea davanti a Chaz Davies e Álvaro Bautista, mentre la gara 2 non è stata effettuata a causa delle avverse condizioni meteorologiche.
La vittoria nella gara valevole per il campionato mondiale Supersport 2019 è stata ottenuta da Randy Krummenacher. Come la gara 2 della Superbike, la gara del campionato mondiale Supersport 300 2019 è stata annullata per l'impraticabilità della pista.

## Risultati

### Gara 1

#### Arrivati al traguardo
| Pos. | Nº | Pilota                | Squadra                  | Motocicletta         | Giri | Tempo     | Griglia | Punti |
| ---- | -- | --------------------- | ------------------------ | -------------------- | ---- | --------- | ------- | ----- |
| 1º   | 1  | Jonathan Rea          | Kawasaki Racing          | Kawasaki ZX-10RR     | 19   | 33'48.277 | 2º      | 25    |
| 2º   | 19 | Álvaro Bautista       | Aruba.it Racing - Ducati | Ducati Panigale V4 R | 19   | +7.832    | 3º      | 20    |
| 3º   | 54 | Toprak Razgatlıoğlu   | Turkish Puccetti Racing  | Kawasaki ZX-10RR     | 19   | +19.291   | 11º     | 16    |
| 4º   | 60 | Michael van der Mark  | Pata Yamaha              | Yamaha YZF R1        | 19   | +19.968   | 8º      | 13    |
| 5º   | 91 | Leon Haslam           | Kawasaki Racing          | Kawasaki ZX-10RR     | 19   | +20.111   | 4º      | 11    |
| 6º   | 33 | Marco Melandri        | GRT Yamaha               | Yamaha YZF R1        | 19   | +31.846   | 12º     | 10    |
| 7º   | 22 | Alex Lowes            | Pata Yamaha              | Yamaha YZF R1        | 19   | +32.024   | 5º      | 9     |
| 8º   | 21 | Michael Ruben Rinaldi | Barni Racing             | Ducati Panigale V4 R | 19   | +34.107   | 17º     | 8     |
| 9º   | 87 | Lorenzo Zanetti       | Motocorsa Racing         | Ducati Panigale V4 R | 19   | +34.814   | 13º     | 7     |
| 10º  | 28 | Markus Reiterberger   | BMW Motorrad             | BMW S1000 RR         | 19   | +40.196   | 7º      | 6     |
| 11º  | 81 | Jordi Torres          | Pedercini Racing         | Kawasaki ZX-10RR     | 19   | +51.426   | 9º      | 5     |
| 12º  | 46 | Thomas Bridewell      | Team Goeleven            | Ducati Panigale V4 R | 19   | +55.235   | 16º     | 4     |
| 13º  | 80 | Héctor Barberá        | Orelac Racing VerdNatura | Kawasaki ZX-10RR     | 19   | +56.539   | 14º     | 3     |
| 14º  | 23 | Ryūichi Kiyonari      | Moriwaki Althea Honda    | Honda CBR1000RR      | 19   | +1'01.025 | 15º     | 2     |
| 15º  | 52 | Alessandro Delbianco  | Althea Mie Racing        | Honda CBR1000RR      | 19   | +1'27.025 | 18º     | 1     |

#### Ritirati
| Nº | Pilota         | Squadra                  | Motocicletta         | Giri | Griglia |
| -- | -------------- | ------------------------ | -------------------- | ---- | ------- |
| 11 | Sandro Cortese | GRT Yamaha               | Yamaha YZF R1        | 14   | 10º     |
| 66 | Tom Sykes      | BMW Motorrad             | BMW S1000 RR         | 9    | 6º      |
| 7  | Chaz Davies    | Aruba.it Racing - Ducati | Ducati Panigale V4 R | 1    | 1º      |

### Gara Superpole

#### Arrivati al traguardo
| Pos. | Nº | Pilota                | Squadra                  | Motocicletta         | Giri | Tempo     | Griglia | Punti |
| ---- | -- | --------------------- | ------------------------ | -------------------- | ---- | --------- | ------- | ----- |
| 1º   | 1  | Jonathan Rea          | Kawasaki Racing          | Kawasaki ZX-10RR     | 10   | 17'45.405 | 2º      | 12    |
| 2º   | 7  | Chaz Davies           | Aruba.it Racing - Ducati | Ducati Panigale V4 R | 10   | +2.141    | 1º      | 9     |
| 3º   | 19 | Álvaro Bautista       | Aruba.it Racing - Ducati | Ducati Panigale V4 R | 10   | +6.864    | 3º      | 7     |
| 4º   | 60 | Michael van der Mark  | Pata Yamaha              | Yamaha YZF R1        | 10   | +10.817   | 8º      | 6     |
| 5º   | 22 | Alex Lowes            | Pata Yamaha              | Yamaha YZF R1        | 10   | +14.212   | 5º      | 5     |
| 6º   | 91 | Leon Haslam           | Kawasaki Racing          | Kawasaki ZX-10RR     | 10   | +14.522   | 4º      | 4     |
| 7º   | 54 | Toprak Razgatlıoğlu   | Turkish Puccetti Racing  | Kawasaki ZX-10RR     | 10   | +20.484   | 11º     | 3     |
| 8º   | 66 | Tom Sykes             | BMW Motorrad             | BMW S1000 RR         | 10   | +20.764   | 6º      | 2     |
| 9º   | 81 | Jordi Torres          | Pedercini Racing         | Kawasaki ZX-10RR     | 10   | +20.957   | 9º      | 1     |
| 10º  | 28 | Markus Reiterberger   | BMW Motorrad             | BMW S1000 RR         | 10   | +25.917   | 7º      |       |
| 11º  | 46 | Thomas Bridewell      | Team Goeleven            | Ducati Panigale V4 R | 10   | +26.820   | 16º     |       |
| 12º  | 87 | Lorenzo Zanetti       | Motocorsa Racing         | Ducati Panigale V4 R | 10   | +31.698   | 13º     |       |
| 13º  | 11 | Sandro Cortese        | GRT Yamaha               | Yamaha YZF R1        | 10   | +32.716   | 10º     |       |
| 14º  | 80 | Héctor Barberá        | Orelac Racing VerdNatura | Kawasaki ZX-10RR     | 10   | +34.097   | 14º     |       |
| 15º  | 21 | Michael Ruben Rinaldi | Barni Racing             | Ducati Panigale V4 R | 10   | +36.049   | 17º     |       |
| 16º  | 23 | Ryūichi Kiyonari      | Moriwaki Althea Honda    | Honda CBR1000RR      | 10   | +36.371   | 15º     |       |
| 17º  | 33 | Marco Melandri        | GRT Yamaha               | Yamaha YZF R1        | 10   | +40.673   | 12º     |       |
| 18º  | 52 | Alessandro Delbianco  | Althea Mie Racing        | Honda CBR1000RR      | 10   | +42.406   | 18º     |       |

### Supersport

#### Arrivati al traguardo
| Pos. | Nº | Pilota                | Squadra                      | Motocicletta     | Giri | Tempo     | Griglia | Punti |
| ---- | -- | --------------------- | ---------------------------- | ---------------- | ---- | --------- | ------- | ----- |
| 1º   | 21 | Randy Krummenacher    | Bardahl Evan Bros.           | Yamaha YZF R6    | 17   | 31'43.818 | 1º      | 25    |
| 2º   | 64 | Federico Caricasulo   | Bardahl Evan Bros.           | Yamaha YZF R6    | 17   | +0.234    | 2º      | 20    |
| 3º   | 3  | Raffaele De Rosa      | MV Agusta Reparto Corse      | MV Agusta F3 675 | 17   | +13.412   | 6º      | 16    |
| 4º   | 78 | Hikari Ōkubo          | Kawasaki Puccetti Racing     | Kawasaki ZX-6R   | 17   | +17.061   | 5º      | 13    |
| 5º   | 86 | Ayrton Badovini       | Pedercini Racing             | Kawasaki ZX-6R   | 17   | +17.495   | 8º      | 11    |
| 6º   | 32 | Isaac Viñales         | Kallio Racing                | Yamaha YZF R6    | 16   | +1 giro   | 12º     | 10    |
| 7º   | 16 | Jules Cluzel          | GMT94 Yamaha                 | Yamaha YZF R6    | 16   | +1 giro   | 3º      | 9     |
| 8º   | 44 | Lucas Mahias          | Kawasaki Puccetti Racing     | Kawasaki ZX-6R   | 16   | +1 giro   | 7º      | 8     |
| 9º   | 38 | Hannes Soomer         | MPM WILSport Racedays        | Honda CBR600RR   | 16   | +1 giro   | 11º     | 7     |
| 10º  | 56 | Péter Sebestyén       | CIA Landlord Insurance Honda | Honda CBR600RR   | 16   | +1 giro   | 13º     | 6     |
| 11º  | 95 | Jules Danilo          | CIA Landlord Insurance Honda | Honda CBR600RR   | 16   | +1 giro   | 19º     | 5     |
| 12º  | 84 | Loris Cresson         | Kallio Racing                | Yamaha YZF R6    | 16   | +1 giro   | 16º     | 4     |
| 13º  | 11 | Kyle Smith            | Pedercini Racing             | Kawasaki ZX-6R   | 16   | +1 giro   | 18º     | 3     |
| 14º  | 22 | Federico Fuligni      | MV Agusta Reparto Corse      | MV Agusta F3 675 | 16   | +1 giro   | 17º     | 2     |
| 15º  | 6  | María Herrera         | MS Racing                    | Yamaha YZF R6    | 16   | +1 giro   | 15º     | 1     |
| 16º  | 47 | Rob Hartog            | Hartog - Against Cancer      | Kawasaki ZX-6R   | 16   | +1 giro   | 22º     |       |
| 17º  | 74 | Jaimie van Sikkelerus | MPM WILSport Racedays        | Honda CBR600RR   | 16   | +1 giro   | 21º     |       |
| 18º  | 12 | Luca Ottaviani        | SGM Tecnic                   | Yamaha YZF R6    | 16   | +1 giro   | 10º     |       |
| 19º  | 10 | Nacho Calero          | Orelac Racing VerdNatura     | Kawasaki ZX-6R   | 16   | +1 giro   | 23º     |       |

#### Non classificato
| Nº | Pilota          | Squadra     | Motocicletta  | Giri | Tempo   | Griglia |
| -- | --------------- | ----------- | ------------- | ---- | ------- | ------- |
| 55 | Massimo Roccoli | Rosso Corsa | Yamaha YZF R6 | 16   | +1 giro | 9º      |

#### Ritirati
| Nº | Pilota             | Squadra                 | Motocicletta   | Giri | Griglia |
| -- | ------------------ | ----------------------- | -------------- | ---- | ------- |
| 15 | Alfonso Coppola    | Gemar - Ciociaria Corse | Honda CBR600RR | 12   | 24º     |
| 61 | Gabriele Ruiu      | Team Toth               | Yamaha YZF R6  | 11   | 20º     |
| 30 | Glenn van Straalen | EAB Racing              | Kawasaki ZX-6R | 10   | 14º     |
| 36 | Thomas Gradinger   | Kallio Racing           | Yamaha YZF R6  | 9    | 4º      |
| 34 | Fabio Massei       | DK Motorsport           | Yamaha YZF R6  | 0    | 34º     |